# Rio Mavuba
Rio Antonio Mavuba (8 maart 1984) is een Frans voetballer die bij voorkeur als verdedigende middenvelder speelt. Hij tekende in juli 2017 een contract tot medio 2020 bij Sparta Praag, dat hem overnam van Lille OSC. Mavuba debuteerde in 2004 in het Frans voetbalelftal.
Mavuba's vader Ricky Mavuba was op het WK '74 actief als speler van Zaïre, het latere DR Congo. Zijn moeder was Thérèse Mavuba en van Angolese nationaliteit. Mavuba werd geboren in internationale wateren op een vluchtelingenboot die onderweg was naar Frankrijk, omdat zijn familie vluchtte voor burgeroorlogen in Congo en Angola. Mavuba en zijn familie kregen de status van politiek vluchteling. In 2005 werd Mavuba officieel Frans staatsburger.

## Clubvoetbal

### Girondins Bordeaux
Mavuba werd in 1992 opgenomen in de jeugdopleiding van Girondins de Bordeaux. In 1999 werd hij landskampioen van Frankrijk met het jeugdelftal van Bordeaux onder de 16 jaar. Op 9 augustus 2003 maakt hij op 19-jarige leeftijd zijn debuut voor het eerste elftal in een thuiswedstrijd tegen Montpellier. Sindsdien werd hij al snel een vaste waarde in het team waardoor hij op 21-jarige leeftijd in de Ligue 1 al meer dan 100 wedstrijden op zijn naam heeft staan. In het seizoen 2005/2006 speelt hij zijn beste seizoen bij Bordeaux, dat toen vicekampioen werd van de Franse Ligue 1 en zich hiermee automatisch plaatste voor de Champions League. Mavuba was dat seizoen samen met Denilson, Chamakh en Darcheville een van de belangrijkste spelers van het team. Uiteindelijk vertrok Mavuba in de zomer van 2007 voor €8.000.000 euro naar de ambitieuze Spaanse club Villarreal CF, waar hij een contract voor vijf seizoenen tekende.

### Villarreal CF
In de zomer van 2007 maakte Mavuba de overgang van Girondins de Bordeaux naar Villarreal CF. Hier zat hij in een selectie met zijn landgenoten Robert Pirès en Pascal Cygan. In de eerste helft van het seizoen had Mavuba drie invalbeurten in de Primera División. Hij mocht wel vaker in de UEFA Cup meespelen, waarbij hij een doelpunt maakte in een wedstrijd uit tegen AEK Athene op 20 december 2007.

### Lille OSC
In de winterstop van het seizoen 2007-2008 ging Mavuba op huurbasis terug naar Frankrijk. Lille OSC huurde de middenvelder voor de rest van het seizoen van Villarreal. Bij Lille kreeg Mavuba meteen een basisplaats van trainer Claude Puel. Toen het seizoen eindigde, had Mavuba bijna alle wedstrijden gespeeld. Ondanks een nieuwe trainer bij Lille (Rudi Garcia), had Mavuba alle vertrouwen in speelkansen voor het nieuwe seizoen en tekende hij een vierjarig contract bij de club. In 2011 werd hij landskampioen met Lille. Datzelfde jaar won Lille ook de Coupe de France.

## Clubstatistieken
| Seizoen                    | Club                  | Competitie              | Wedstrijden | Doelpunten |
| -------------------------- | --------------------- | ----------------------- | ----------- | ---------- |
| 2003/04                    | Girondins de Bordeaux | Ligue 1                 | 20          | 1          |
| 2004/05                    | Girondins de Bordeaux | Ligue 1                 | 38          | 0          |
| 2005/06                    | Girondins de Bordeaux | Ligue 1                 | 37          | 0          |
| 2006/07                    | Girondins de Bordeaux | Ligue 1                 | 32          | 0          |
| 2007/08                    | Villarreal CF         | Primera División        | 5           | 0          |
|                            | → Lille OSC (huur)    | Ligue 1                 | 17          | 1          |
| 2008/09                    | Lille OSC             | Ligue 1                 | 36          | 0          |
| 2009/10                    | Lille OSC             | Ligue 1                 | 35          | 0          |
| 2010/11                    | Lille OSC             | Ligue 1                 | 38          | 1          |
| 2011/12                    | Lille OSC             | Ligue 1                 | 38          | 1          |
| 2012/13                    | Lille OSC             | Ligue 1                 | 19          | 0          |
| 2013/14                    | Lille OSC             | Ligue 1                 | 33          | 1          |
| 2014/15                    | Lille OSC             | Ligue 1                 | 30          | 1          |
| 2015/16                    | Lille OSC             | Ligue 1                 | 35          | 0          |
| 2016/17                    | Lille OSC             | Ligue 1                 | 18          | 0          |
| 2017/18                    | Sparta Praag          | 1. česká fotbalová liga | 11          | 0          |
| Bijgewerkt op 2 maart 2018 |                       |                         |             |            |

## Interlands

### DR Congo
Doordat zijn vader international was van het latere DR Congo, deed de Fransman en bondscoach van DR Congo, Claude Le Roy, in 2004 ook een beroep op Mavuba om voor het land uit te komen. Hij wees dit af met de mededeling dat hij opgegroeid was in Frankrijk en zich Fransman voelde.

### Frankrijk
Na een debuut in de Franse Ligue 1 met Girondins de Bordeaux werd Mavuba opgeroepen door Raymond Domenech voor het Franse elftal. Hij debuteerde op 18 augustus 2004 in een vriendschappelijke wedstrijd tegen Bosnië en Herzegovina. In mei 2005, na zijn naturalisatie tot Frans staatsburger, speelde Mavuba mee in de wedstrijd in het kwalificatietoernooi voor het wereldkampioenschap voetbal 2006 tegen Ierland. Uiteindelijk behoorde hij niet tot de definitieve selectie die Domenech meenam naar het WK in Duitsland. Dit kwam doordat hij veel concurrentie had op het middenveld en Mavuba nodig was bij het Franse elftal onder 21 voor het jeugdkampioenschap in Portugal, waar de ploeg van bondscoach René Girard in de halve finales werd uitgeschakeld door de latere winnaar Nederland.
De clubwissel in de zomer van 2007 droeg niet bij aan kansen voor Mavuba voor de Franse A-selectie. Hij had weinig speelminuten gemaakt en zat mede daarom niet in de selectie van Domenech voor het EK 2008. Door zijn terugkeer naar de Franse competitie in de tweede helft van het seizoen 2007/2008 vergrootte hij wel weer zijn kansen en mocht hij binnen korte tijd een oefenpartij tegen Mali spelen voor het schaduwteam van Frankrijk.

### Frankrijk –21
In 2006 speelde Mavuba mee op het Europees kampioenschap voetbal onder 21. Als aanvoerder van zijn land had Mavuba een groot aandeel in de overwinningen van Frankrijk in groep A en leidde zijn land naar de halve finales. Ondanks de favorietenrol voor Frankrijk verloor de ploeg met 3–2 van Nederland in de verlenging, na een doelpunt van Nicky Hofs in de 107ste minuut. Mavuba speelde een sterk toernooi en werd derhalve door de UEFA opgesteld bij het sterrenelftal van dat toernooi. Dat sterrenensemble bestond uit vier Nederlanders, drie Fransen, twee Oekraïners, één Deen en één speler van Servië en Montenegro.

## Erelijst
Girondins de Bordeaux
- Landskampioen onder de 16

1999
- Coupe de la Ligue

2007
 Lille OSC
- Landskampioen

2011
- Coupe de France

2011